# Рускєала (гірський парк)

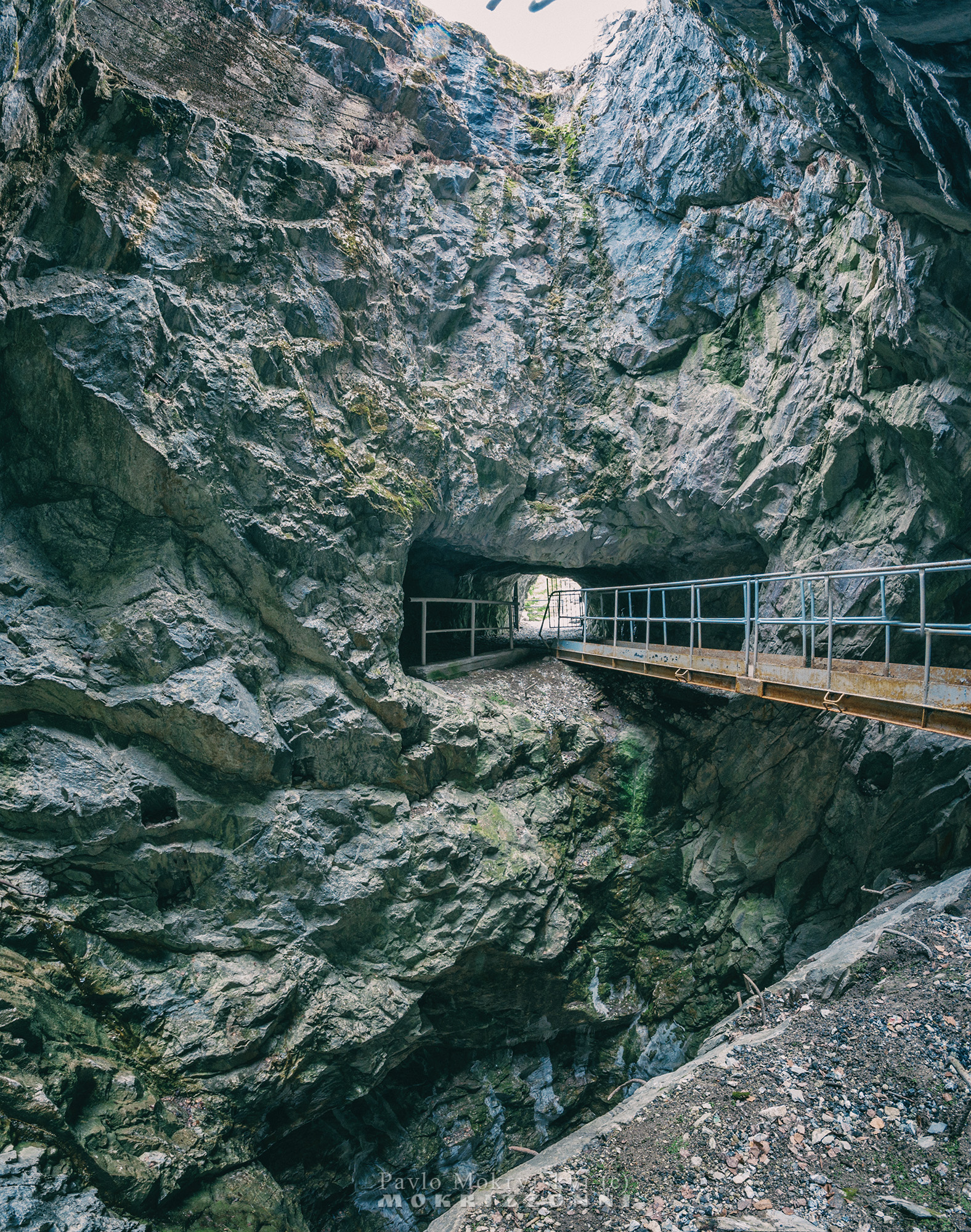
Штольні мармурового кар'єра в Рускєала

Гірський парк "Рускєала" (фін. “Ruskeala”-vuoripuisto) - туристичний комплекс, розташований у Сортавальському районі Республіки Карелія. Основою комплексу є об'єкт культурної спадщини, пам'ятка історії - нині заповнений ґрунтовими водами колишній мармуровий кар'єр.

## Короткий опис
Розташований поблизу селища Рускєала за 30 кілометрів на північ від міста Сортавала, на березі річки Тохмайокі.
Біля парку розташована тупикова залізнична станція "Гірський парк Рускєала" лінії "Сортавала - Рускєала".
Протяжність кар'єру з півночі на південь становить 460 метрів, ширина - до 100 метрів. Відстань від самої верхньої точки борту кар'єра до його дна - понад 50 метрів. Прозорість води сягає 15-18 метрів.
Стіни старого кар'єра пронизані цілою системою підземних виробок - штолень і штреків, сполучених вертикальними шахтами. Велика частина виробок після німецько-радянської війни виявилася затопленою; відкачати воду нині неможливо. Загальна протяжність гірничих виробок становить кілька кілометрів. Збереглася будівля заводоуправління, складена з невеликих мармурових блоків, і частина печей для випалу вапна.

## Історія
Каменоломні, виявлені пастором-краєзнавцем, членом Вільного економічного товариства Самуїлом Алопеусом, почали розроблятися 1765 року, на початку правління Катерини II. Першими розробками керував "кам'яних справ підмайстерок" Андрій Пілюгін, якого консультували італійські фахівці.
На родовищі було закладено п'ять кар'єрів, на яких за допомогою буріння і закладання порохових зарядів видобували мармур чотирьох кольорів - попелясто-сірого, сіро-зеленого, білого з сірими прожилками і біло-синьо-сірого. На видобутку каменю було зайнято до 500 осіб місцевого населення.
Мармур Рускєали використовували у спорудженні відомих споруд Санкт-Петербурга і палацових передмість. Ним облицьований Ісаакіївський собор (Огюст Рікар Монферран особисто приїжджав на каменоломні вибирати породу), викладено підлоги Казанського собору, виготовлено підвіконня Ермітажа, обрамлені вікна Мармурового палацу і фасад Михайлівського замку, а також у другій половині XX століття - підземні зали станцій Петербурзького метрополітену "Приморська" і "Ладозька".
Архітектор Огюст Монферран неодноразово відвідував мармурові розробки під час спорудження Ісаакіївського собору в 1818-1858 роках.
В 1846 році, після побудови пильного і шліфувального заводу та організації виробництва вапна з осколків мармуру, кількість робітників, зайнятих на ломках, досягла 800 осіб.
У 1859 році місце відвідав французький письменник Александр Дюма, 
про що повів у чотиритомній праці "Подорожні враження.В Росії". 
У 1939-1947 роках кар'єр не діяв. Виробництво на мармурово-вапняковому заводі було відновлено 1947 року і діяло до початку 1990-х років. Здійснювався видобуток мармуру в блоках у невеликій кількості, а також мармуру для виробництва вапна, декоративної крихти, вапняного борошна і щебеню різних фракцій.
У 1998 році головний кар'єр мармурових ломок прийнято на державну охорону як об'єкт культурної спадщини регіонального значення.
У 1999 році головний кар'єр мармурових ломок включено до міжнародного туристичного маршруту "Блакитна дорога", який проходить через Карелію.
У 2010 році в Рускєалі пройшла значна частина зйомок фільму "Темний світ".
У 2013 році в селищі Хійденсєльга і Гірському парку Рускєалі відбулася велика частина зйомок серіалу "Сьома руна".
З 2017 року в гірському парку проводиться щорічний літній музичний фестиваль «Ruskeala Symphony».
1 червня 2019 року із залізничної станції Сортавала до гірського парку Рускєала запущено Рускєальський експрес - туристичний ретропоїзд на паровій тязі, інтер'єр якого виконаний у стилі "Ніколаєвського експреса".